# Придолинный (Оренбургская область)
Придолинный — посёлок в Ташлинском районе Оренбургской области. Административный центр Придолинного сельсовета.
Код ОКАТО 53251828001. Код ОКТМО 53651428. Почтовый индекс
461192

## Население
| 2010 |
| ---- |
| 736  |

## География
Расположен на берегах реки Иртек в месте впадения в него притока Мокрая Елшанка в 34 км к северо-востоку от села Ташла, в 130 км к западу от Оренбурга и в 37 км к юго-западу от Новосергиевки (ж.-д. станция на линии Самара — Оренбург).
Посёлок состоит из двух частей по разным берегам Иртека, соединённых единственным мостом. По мосту проходит автодорога, уходящая на юго-восток к селу Мустаево (далее на Илек, Новосергиевку) и на север к селу Благодарное (на Ташлу, Сорочинск).
Реестр улиц посёлка
- ул. Аптечная
- ул. Больничная
- ул. Заречная
- ул. Лесная
- ул. Молодежная
- ул. Песочная
- ул. Рабочая
- ул. Речная
- ул. Романова
- ул. Садовая
- ул. Хлебная
- ул. Центральная
- пер. Школьный
- ул. Шубрикова

## История
В 1966 г. Указом Президиума ВС РСФСР поселок центральной усадьбы совхоза «Ташлинский» переименован в Придолинный.